# Metioche comorana
Metioche comorana är en insektsart som beskrevs av Lucien Chopard 1956. Metioche comorana ingår i släktet Metioche och familjen syrsor. Inga underarter finns listade i Catalogue of Life.